# Kimhondu
Der Kimhondu (auch Kimhandu) ist ein 2450 m hoher Berg in Tansania. Er befindet sich in der Region Morogoro und ist der höchste Berg der Uluguru-Gebirgskette.